# Gare de Vic-sur-Cère
Ne doit pas être confondu avec Gare de Vic-Fezensac, Gare de Vic-le-Comte ou Gare de Vic - Mireval.
La gare de Vic-sur-Cère est une gare ferroviaire française de la ligne de Figeac à Arvant, située sur le territoire de la commune de Vic-sur-Cère, dans le département du Cantal en région Auvergne-Rhône-Alpes.
C'est une gare de la Société nationale des chemins de fer français (SNCF) desservie par des trains TER Auvergne-Rhône-Alpes.

## Situation ferroviaire
Établie à 681 mètres d'altitude, la gare de Vic-sur-Cère est située au point kilométrique (PK) 322,286 de la ligne de Figeac à Arvant, entre les gares ouvertes au service voyageurs d'Aurillac et du Lioran.

## Histoire
Construite en même temps que le percement du deuxième tunnel du Lioran par la Compagnie du chemin de fer de Paris à Orléans qui est aussi à l'origine du développement de Vic comme « station touristique et climatique », en particulier par la construction de deux hôtels de la Compagnie Paris-Orléans, l'un à Vic, l'autre en 1898 près de la gare du Lioran, ainsi que par ses affiches de publicité.

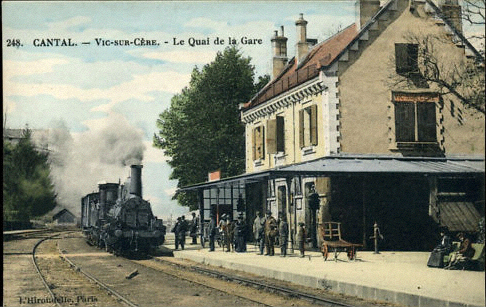
Gare de Vic au temps des locomotives à vapeur

La ligne entre Aurillac et Arvant a été fermée pour des travaux entre le 14 juin et le 10 décembre 2011 pour une modernisation de la voie ferrée par Réseau ferré de France (RFF) dans le cadre du Plan rail Auvergne, cette tranche représente un coût de 25 millions d'euros. Le trafic ferroviaire était reporté sur la route avec des cars TER Auvergne.

## Fréquentation
En 2014, selon les estimations de la SNCF, la fréquentation annuelle de la gare était de 10 014 voyageurs.
De 2015 à 2023, selon les estimations de la SNCF, la fréquentation annuelle de la gare s'élève aux nombres indiqués dans le tableau ci-dessous:
| Année     | 2015   | 2016   | 2017   | 2018   | 2019  | 2020  | 2021   | 2022  | 2023   |
| --------- | ------ | ------ | ------ | ------ | ----- | ----- | ------ | ----- | ------ |
| Voyageurs | 12 489 | 11 997 | 11 805 | 10 451 | 9 244 | 6 865 | 10 643 | 8 812 | 12 267 |

## Service des voyageurs

### Accueil
Gare SNCF, elle dispose d'un bâtiment voyageurs, avec guichet, ouvert tous les jours.

### Desserte

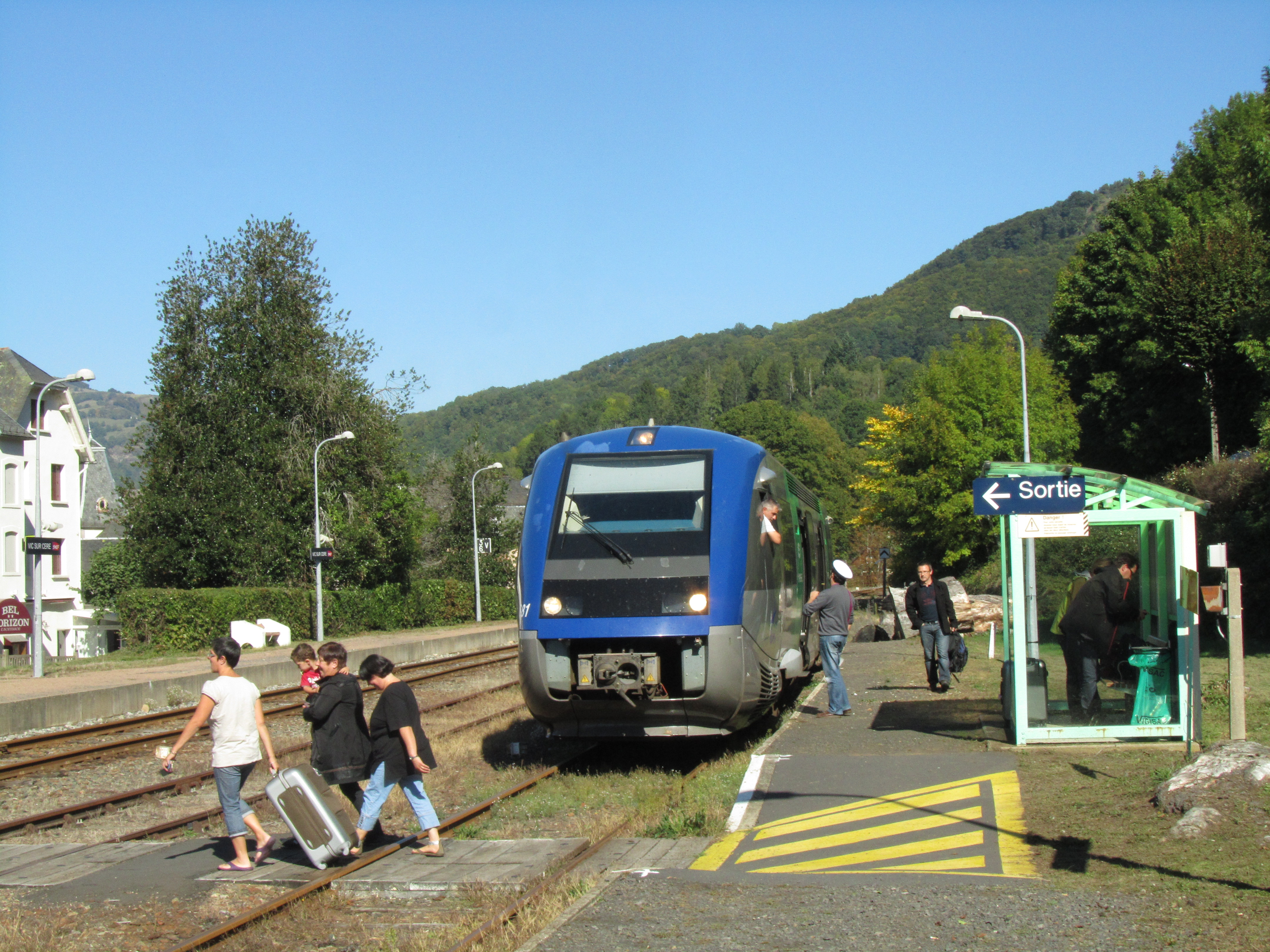
Un TER vers Aurillac en gare de Vic-sur-Cère en 2012.

Vic-sur-Cère est desservie par des trains TER Auvergne-Rhône-Alpes qui effectuent des missions entre les gares d'Aurillac et de Neussargues ou de Clermont-Ferrand.

### Intermodalité
Un parking pour les véhicules est aménagé.